# Pseudoparanaspia villiersi
Pseudoparanaspia villiersi är en skalbaggsart som beskrevs av Antonio Vives 2001. Pseudoparanaspia villiersi ingår i släktet Pseudoparanaspia och familjen långhorningar. Inga underarter finns listade i Catalogue of Life.